# George Bentham
George Bentham (Stoke (Devon), 22 september 1800 - Londen, 10 september 1884) was een Engels botanicus.
Bentham werd geboren als zoon van de ingenieur Samuel Bentham (1757-1831), die een broer was van filosoof Jeremy Bentham. Hij had geen formele opleiding, maar kon op zijn zevende al Frans, Duits en Russisch spreken. En op een iets oudere leeftijd, tijdens zijn verblijf in Zweden leerde hij Zweeds. Daarna verbleef hij enige tijd in Montpellier.
George Bentham raakte geïnteresseerd in botanische studies. Tijdens zijn studie in Angoulême kwam hij een kopie tegen van A.P. de Candolle's Flore française, hierdoor raakte hij geïnteresseerd in de analytische tabellen om planten te identificeren. Hij probeerde dit op de eerste plant die hij zag, en probeerde iedere plant die hij tegenkwam te identificeren. Toen hij in 1823 Londen bezocht kwam hij in contact met enkele Engelse botanici.